# Daniel Argimon i Granell
Daniel Argimon i Granell (Barcelona, 1929-1996) és considerat un dels representants més importants de l'informalisme català. Pintor, gravador i litògraf, també va abordar la creació cinematogràfica i l'escultura, i va impartir classes de litografia a l'Escola d'Arts i Oficis de Barcelona (Llotja). Personalitat compromesa políticament i socialment, va participar en la fundació de diverses associacions d'artistes dedicades a la defensa de la professió. Les seves obres s'han exposat arreu del món i es troben en nombrosos museus i col·leccions públiques d'art contemporani d'Europa i Amèrica.
Al llarg de la seva vida s'adverteixen etapes diferents, algunes de les quals estan completament deslligades de qualsevol concepció informal, però d'altres, les més significatives, presenten clares connexions amb aquest moviment que es manifesta en la manipulació de la matèria, l'ús del collage, el gust per les textures i la utilització d'objectes de rebuig. La recerca de l'acció del foc sobre els materials incorporats a les seves pintures és un signe distintiu de la seva obra.
Una característica que es troba en part de les seves realitzacions és l'interès per aconseguir unes textures càlides, tant des d'un punt de vista tàctil com cromàtic. D'altra banda, a mesura que Argimon es va apartant lentament de l'Informalisme rígid per sintetitzar aquest llenguatge amb el Pop Art, ho fa a través de la incorporació de randes i boixets o bé per mitjà de la integració de fotografies de temàtiques eròtiques.

## Biografia

### Joventut
Daniel Argimon neix el 20 de juny de 1929 a Barcelona. Cap al 1945 realitza els seus primers dibuixos i, decidit a dedicar-se a l'art, assisteix a classes nocturnes de dibuix i pintura a l'Escola Massana com a alumne lliure. El seu avi matern regenta una editorial dedicada a la reproducció d'imatges religioses on Argimon treballa del 1952 al 1956 al departament tècnic (elecció del paper, dels colors, etc.), activitat que influirà en la futura carrera de l'artista.
L'any 1955, Argimon es casa amb Josefa Maza Meneses amb qui tindrà sis fills.
Per necessitats econòmiques, Argimon es veu obligat a assumir diferents feines allunyades de l'àmbit artístic i treballa del 1957 al 1963 a la fàbrica SEAT. El contacte amb la realitat obrera afectarà el seu pensament, la seva visió del món i les seves obres.
En aquest període, entra en contacte amb el món de l'art barceloní i participa en la seva primera exposició col·lectiva a l'Ateneu Colón de Poble Nou (Barcelona, 1959). Aquest mateix any, Argimon coneix Juan Eduardo Cirlot, poeta i crític d'art, que no només dona suport a l'aparició dels nous moviments artístics catalans de l'època, sinó que també ajuda el pintor en l’àmbit personal i professional.
La seva primera exposició individual té lloc a la galeria Kasper de Lausana (1961). Actiu en els cercles barcelonins que reuneixen joves artistes, Argimon és membre fundador dels Ciclos de Arte de Hoy (1962) i participa en la primera exposició del grup al Cercle Artístic de Sant Lluc. L'any 1962 obté el primer accéssit del Premi de dibuix Joan Miró. D’altra banda, des de principis dels 60, Argimon presenta les seves obres individualment a Espanya (Eivissa, Oviedo, Madrid, Barcelona, Tarragona) i al Miami Museum of Modern Art (1964). Amb motiu de l'exposició a l'Ateneo de Oviedo (1964), el crític Cesáreo Rodríguez Aguilera publica una breu monografia de l'artista.

### L'any parisenc
Premiat pel Cercle Maillol de l'Institut Français de Barcelona, Argimon gaudeix d'una beca del govern francès per a una estada a París el 1965-1966, on estudia litografia a l'École des Beaux-Arts i es submergeix en les noves tendències artístiques europees, tant plàstiques com literàries i cinematogràfiques. Participa en nombroses exposicions col·lectives a França, en particular al Salon des Réalités Nouvelles de París.
A Espanya, presenta les seves obres a Barcelona al costat de Colita, Curós, Galí, Guinovart, Maspons, Ràfols Casamada, Tharrats i Vallès a l'exposició Evocació del Modernisme, i a l'exposició de l'Institut Français de Barcelona, Convergències entre el pensament i la plàstica actuals, amb Cardona Torrandell, Cuixart, Guinovart, Puig, Gubern, Ràfols Casamada i Todó. L'any 1965, les ciutats de Santander, Eivissa i Fort Lauderdale (EEUU) acullen també exposicions individuals de l'artista.
Aquest mateix any, es publica una segona monografia dedicada a l'obra del pintor amb textos d'Areán, J. E. Cirlot, Puig i Rodríguez Aguilera.
Al seu retorn de París, el pintor comença a compaginar la docència amb l’activitat artística, treballant com a professor de dibuix al Liceu Francès de Barcelona fins a 1986, i publica la seva primera carpeta d'aigueforts (El coure amb l'acid i la resina: 5 resultats), amb una introducció de Roland Barthes. Argimon inicia així una activitat en el camp de l'obra gràfica que conrearà durant tota la seva carrera.

### L'experiència a Nova York i el cinema
L’any 1968, l'Institute of Internacional Education li concedeix una beca que li permet passar nou mesos a Nova York (1968-1969), on perfecciona els seus coneixements de serigrafia al Pratt Center Institute. Als Estats Units, el pintor coneix artistes com Rauschenberg, Johns, Dine i Warhol, i s'interessa pel cinema underground, fet que el porta a realitzar dues pel·lícules: Nueva York (8 mm, color) i Ibiza Single 8 (super 8, color). Durant la seva estada a Amèrica, Argimon viatja per tots els Estats Units i visita Mèxic on entra en contacte amb els pintors mexicans Rojo, Tamayo i Cuevas, entre d'altres.
En tornar a Barcelona, la seva vocació pel cinema es manifesta de nou amb una tercera pel·lícula, Flash 69 (súper 8, blanc i negre), produïda per Santos Aparicio (1969). L'any 1970, en el marc de la seva col·laboració amb el taller d'arquitectura de Ricardo Bofill, que el porta a crear un gran mural per als habitatges dissenyat per aquest arquitecte a Moratalaz (Madrid), Argimon roda un altre curtmetratge, Moratalaz (super 8, color), produït pel mateix estudi d'arquitectura. Tres anys més tard, el 1973, dirigeix Homenatge a Rimbaud (16 mm, color), un curtmetratge patrocinat i produït pel Deutsches Institut de Barcelona, amb una banda sonora del compositor Joan Guinjoan.

### Dedicació a l’estampa
A partir de 1969, i paral·lelament a la seva activitat pictòrica, Argimon intensifica la seva tasca en el camp de l'estampa artística: realitza la carpeta Equidistancias, que conté cinc serigrafies introduïdes per un text d'Enrique Salgado (1969), i dissenya el llibre De oca a oca amb fotografies de José Adrián. Un any més tard, presenta La Noticia, una carpeta de cinc litografies, editada per Santos Aparicio amb un poema de José Agustín Goytisolo, i dissenya el llibre del poeta Ramon Canals, Poemes de 7 i no res. El 1971, publica una nova carpeta de cinc serigrafies amb el títol DA 55-71. Dotze gravats amb un text introductori d'Anna Maria Moix es recullen a la carpeta Consejos, editada per Pascual Fort (1975). L'any 1977, Argimon produeix una nova col·lecció de cinc aiguaforts, titulada Eines (La Polígrafa, Barcelona), i el 1983, publica Objets de la Nuit (Objectes de la Nit, Editart, Ginebra), amb un aiguafort i un poema de José Ángel Valente. En aquest mateix àmbit artístic, la Union Régionale pour le Développement de la Lithographie d'Art (URDLA) el convida als seus tallers de Lió per realitzar una edició de litografies (1989). A banda dels treballs mencionats aquí, al llarg de la seva carrera, l’artista produeix un gran nombre d’estampes soltes.
En el camp de l’obra gràfica, cal destacar dues exposicions individuals: una que presenta el treball complet de l'artista (1988, Ulm, Alemanya) i una altra d'organitzada pel Museo Nacional de la Estampa de la Ciutat de Mèxic (1991) on s'exposa una col·lecció de gravats realitzats entre 1975 i 1991.
Les estampes d’Argimon també estaran presents en nombroses exposicions col·lectives internacionals com Mini Print Internacional (Seül, 1988) o Anthologie Estampes Originales (Antologia d'estampes originals, Lió, 1995). Finalment, a Espanya, cal esmentar la seva participació en col·lectives com El Gravat de Creació. Calcografia contemporània a Catalunya (Barcelona, 1983) o Bicentenario de la Litografía (Madrid, 1996). En reconeixement de la seva trajectòria en l’àmbit de l’obra gràfica, Argimon rep el primer premi de gravat Mini Print Internacional (1983, Cadaqués).
L'any 1973 és nomenat professor de litografia a l'Escola d'Arts Aplicades i Oficis Artístics (Llotja) de Barcelona, on exerceix la docència fins a la seva jubilació (1995).

### Anys de plenitud
A mitjans dels 70, Argimon compagina la seva feina entre Barcelona i Alcanar, primer en la casa a les Cases d’Alcanar i més tard en el seu estudi del Mas Ganda.
Per presentar les seves obres en exposicions individuals o col·lectives, Argimon realitza freqüents viatges per Espanya i l'estranger. Exposa en solitari als Països Baixos, Suïssa, França, Itàlia, Alemanya i Mèxic. L'any 1994, l'Institut Cervantes organitza una exposició de la seva obra, que recorre diverses ciutats de l'Orient Mitjà: Damasc, Beirut, Amman, El Caire i Alexandria.
A Espanya, entre les exposicions individuals, cal destacar les realitzades a Barcelona: a la galeria Joan de Serrallonga (1978), a la galeria Àmbit (1987 i 1990), a l'Institut Français (1991), així com l'extensa presentació dels seus últims treballs l'any 1994 a la sala d'exposicions del Banco Bilbao Vizcaya (BBV).
Durant aquest període, l'obra d'Argimon també està present en diverses exposicions col·lectives a l'estranger, entre les quals destaquen les organitzades a Mèxic (Constantes del Arte Catalán Actual, Monterrey, 1991). També cal esmentar la seva participació a l'exposició Autour d'Arrabal (Entorn d'Arrabal, París, 1991). En l’àmbit nacional, l’artista participa igualment en nombroses exposicions col·lectives com Amnistia, Drets Humans i Art (Barcelona, 1976), Homenaje a Picasso (Màlaga, 1977), Homenaje a María Zambrano (Madrid, 1989), L'informalisme a Catalunya (1990) o Homenatge a Sartre 1965 (Barcelona, 1994).
Durant aquests anys, l’obra d’Argimon és presentada en tres noves monografies signades per Josep Vallés Rovira (1976), Lourdes Cirlot (1988) i Francesc Miralles (1993). L’any 1997, Arnau Puig edita un dossier monogràfic pòstum.

### Compromís amb la professió
Des dels anys 80, Argimon desenvolupa diverses funcions i activitats per defensar els drets dels artistes visuals. L'any 1982 és nomenat president de la Federació Sindical d'Artistes Plàstics de Catalunya (FSAPC), que té com a objectius principals la representació i promoció dels interessos econòmics, socials, professionals i culturals dels artistes. Argimon ocupa aquest càrrec del 1982 al 1984 i de 1987 a 1992. L'any 1990 és nomenat membre de la junta directiva de la societat d'artistes visuals, VEGAP (Entidad Visual de Gestión de Artistas Plásticos), presidida per Albert Ràfols Casamada.

### Exposicions pòstumes
El 21 de novembre de 1996, Argimon mor a Barcelona, víctima d'un càncer. Arrel del seu traspàs, la crítica posa de relleu la importància de l'artista en el panorama de l'informalisme català. La seva obra es continua presentant tant en exposicions individuals com col·lectives. Entre les primeres, cal esmentar la celebrada al Centre d'Art Santa Mònica de Barcelona (1997), l’organitzada pel Museu d'Art Modern de Tarragona (1998) i la commemorativa del desè aniversari de la seva mort a l'Institut Francès de Barcelona (2006).

## Recorregut artístic

### A la recerca d'un estil propi
Interessat des de molt jove per artistes com Van Gogh, Nonell, Braque, Picasso o Chagall, Argimon realitza cap a 1945 els seus primers dibuixos i olis —paisatges treballats amb pinzells i espàtules amb la finalitat d'aconseguir gruixuts empastos— per a adoptar, a partir de 1954, un llenguatge menys figuratiu, amb una important presència del color, en el qual es rastreja la influència de Miró i de Kandinsky. En aquestes obres primerenques, ja s'observa l'ús del collage, tècnica que el pintor explorarà durant tota la seva trajectòria artística. No obstant això, caldrà esperar fins a 1958 perquè, segons J.-E. Cirlot, Argimon assoleixi “dins de la no figuració, una tècnica i imatge personal”, amb una simplificació de la composició i una eliminació del color amb l'objectiu, en paraules del propi artista, “d’aconseguir una pintura tan grisa com l'existència”.

### Etapa informalista (1958-1967)
Durant gairebé una dècada, Argimon es mou principalment dins de l'informalisme, mostrant una contínua ànsia d'innovar i experimentar amb materials i tècniques, encara que alguns trets de la seva producció l'acostin també a les propostes del Pop Art estatunidenc i del Nou Realisme francès. L'adopció del llenguatge informalista “significava, aquells anys, un trencament, una transformació i una posició de lluita enfront de posicions estètiques establertes i de commoció social”.
A principis dels 60, Argimon treballa en una pintura de matèria, utilitzant mescles de pigments, residus de marbre, guix, làtex o calç. Aquests materials s'incorporen a les teles mitjançant acumulacions i ratllats grisencs i negrosos que confereixen densitat i corporeïtat a les obres.
El 1962, el pintor realitza una sèrie d'obres en les quals recupera vells objectes —portes, persianes o trossos de fusta— que, descontextualizats, es converteixen en suports pictòrics i en peces d'art gairebé escultòriques. Aquestes peces són sotmeses per Argimon a l'acció del foc, element que el pintor utilitzarà durant tot el seu recorregut artístic per a modelar les seves produccions i que caracteritzarà els seus períodes més emblemàtics, tal com la crítica ha assenyalat repetidament parlant del “protagonisme del foc” en l’obra d’Argimon. Si, segons les èpoques, el foc en Argimon pot tenir un caràcter destructor o transformador, en els 60, el pintor utilitza aquest element sobretot pel seu potencial destructiu, com a instrument per a expressar la seva rebel·lia enfront de la situació política i existencial en la qual viu, però també com mitjà estètic —els socarrimats s'empren com un color natural més. El propi artista afirma: “Poso fustes cremades i ferros en la meva pintura per combatre aquesta societat a la qual res interessa”. Porta núm.2, Fusta cremada, Encuny o Persiana són algunes de les obres més representatives d'aquesta etapa.
Entre 1963 i 1967, sense abandonar l'estètica informalista, Argimon integra també en els seus treballs el collage de referència figurativa i fins i tot hi incorpora missatges textuals. Mitjançant el collage de retalls de diari, de fotografies, d’encaixos, d’arpilleres o de roba interior femenina, Argimon introdueix referències al món, a l'entorn i a la realitat. A través d'aquests materials, el pintor revela les seves preocupacions existencials, sexuals o polítiques, denunciant al mateix temps l'opressió i la decadència de la societat que l’envolta. Emblemàtiques d'aquesta etapa són, segons la crítica, Mao-Tsé-Tung (1964), Kruscov (1963), Estic en una gàbia sense barrots (1965) o El Presidente (1966).
Tant per la utilització de materials del seu entorn com pel seu ús del collage de referència figurativa, Argimon és un dels primers artistes catalans a acostar-se als Nous Realismes.

### Etapa figurativa (1968-1976)
L'estada als Estats Units entre 1968 i 1969 suposa un canvi en el llenguatge pictòric de l'artista, que s'obrirà a poc a poc a la figuració. Al seu retorn a Espanya, Argimon renuncia de manera passatgera a la seva “interrogació existencialista” i “s'obre al color, incorporant a les seves obres, elements figuratius de marcada càrrega simbòlica”. És un moment en el qual l'informalisme viu un període de declivi enfront dels nous corrents de l'art conceptual i l'artista travessa una etapa de certa inactivitat i de reflexió que el porta a reorientar la seva trajectòria.
Durant gairebé deu anys, Argimon canvia l'experimentació amb la matèria per la pintura acrílica, els colors plans i vius, i les superfícies llises, al mateix temps que les teles s'omplen de siluetes, sovint repetides o en seqüències seriades. El pintor incorpora en els seus treballs una iconografia elemental amb figures en forma de “enormes botes destructives, personatges amb els braços enlaire, fusells amenaçadors, coloms abatuts, elements de la naturalesa, símbols sexuals” amb clares influències del Pop Art. Mitjançant aquest llenguatge directe, Argimon pretén denunciar de manera contundent la problemàtica social “a través del llenguatge del crit, del dolor i de l'esquinçament”.

### Retorn a l'informalisme: foc i collage (1977-1996)
A la fi dels 70, amb la sèrie Eines (1977), l'artista retorna a l'informalisme: “les textures tornen a exercir un paper primordial a la pintura d’Argimon, mentre que el tema és un mer pretext per experimentar amb interessants contrastos cromàtics i de figura-fons”. Aquesta llarga etapa, caracteritzada per un retrobament amb la matèria i un renovat ús del foc i del collage, queda sintetitzada en l'obra dels 90, anys en què Argimon gira la vista enrere per a reflexionar sobre el conjunt de la seva trajectòria creativa.

#### Materials detrítics
El 1978, Argimon realitza una sèrie d'obres objectuals —molt pròximes aquestes als plantejaments del Nou Realisme— en les quals incorpora elements de rebuig de la vida quotidiana (ampolles de plàstic, diaris, llumins, cartons, escombres, restes de carbó, trossos de teles, filferros, cristalls trencats...). Argimon els metamorfosa —ennegrint-los, estovant-los, deformant-los— mitjançant l'acció del foc, utilitzat de nou, i que, a partir d'aquest moment, tornarà a estar molt present en els seus treballs. En aquesta etapa, el foc es converteix en arma creativa que ja no actua solament com a element agressiu i destructor, sinó que transforma els materials emprats i els confereix un nou significat i una dimensió estètica. El foc és ara eina de treball, instrument de creació i construcció, principi purificador. Obres com Escombres (1978), Pantalons (1978) o Ampolles de plàstic (1978) exemplificarien el treball d'aquest període.
Aquest mateix any, l'artista crea també singulars caixes-vitrina en l'interior de les quals es poden contemplar residus de la civilització industrialitzada que, ordenats i exhibits irònicament com si es tractés d'objectes de col·lecció, suposen una clara crítica de la societat de consum.

#### Incorporació del paper, composició i cromatisme
Durant tota aquesta etapa, la importància del foc corre parella a la del paper, que deixa de ser “un simple suport per esdevenir un element “pictòric””. Papers de seda o de diari, papers fins o rugosos, cartolines o cartons són sotmesos a manipulacions diverses com l'arrugat, el cremat, el retallat, el pintat o l'esquinçat, juxtaposant-se o superposant-se en les teles. L'artista s'interessa igualment per les qualitats obtingudes per l'acció del foc sobre el paper. Sense referències a la realitat, el contrast entre la força del foc i la vulnerabilitat del paper produeix obres “molt sensitives i d’una intensa expressivitat” que recorden la coincidentia oppositorum —de la qual havia parlat J.-E. Cirlot en els primers passos de l'artista— on s'unifiquen luxe i misèria, riquesa esplendorosa i cendra.
Entre 1985 i 1987, Argimon experimentarà també amb densos gruixos de papier maché incorporats a un suport pintat en el qual destaquen ratllats i esquitxades de pintura de color diferent a l'utilitzat en el fons.
Pel que fa a la seva composició, les teles dels vuitanta s'estructuren, desproveïdes de rigidesa, en esquemes i figures geomètriques, simètriques i ritmades. L'artista s'interessa per l'experiència cromàtica i s'obre al color, amb inèdites combinacions d'ocres groguencs, vermells vius, verds turquesa i tonalitats de blau.
D'aquest període, la crítica destaca, entre d'altres, les següents obres: Collage de paper de diari (1979), Pintura-collage (1981), Mèxic (1981), Blau França (1983) o Collage sobre paper Kraff (1983) i Cor (1986), Creu de Quetzalcoalt (1986) o Quadres vermells (1987).

#### Síntesi i expressivitat íntima
Els anys 90 suposen per a Argimon una mirada retrospectiva sobre el seu quefer creatiu i un retrobament amb ell mateix i la naturalesa, propiciat per les llargues temporades passades en el seu taller del Mas Ganda a Alcanar. És una etapa en la qual, a nivell existencial, l'artista necessita “abandonar els referents històrics, prescindir de tota contingència, fins i tot de la dinàmica social que havia estat l'eix motor de la seva producció” i concentrar-se “en la seva pròpia referència vital i íntima”.
A nivell tècnic, encara que Argimon continuï treballant amb collages de materials heterogenis —papers, cartons ondulats, cordes, arpilleres, teles de tota mena, entre d'altres— integrats en una superfície pictòrica, s'observa un retorn a la pintura i un allunyament de les seqüències seriades i geomètriques dels vuitanta. L'artista dona pas a una “expressivitat espontània i lliure” on “pinzellades, esquitxos, fregats es reparteixen intuïtivament sobre la tela, sense més control que el derivat de la pròpia experiència”.
A partir de 1994, la naturalesa i els fenòmens naturals inspiren al pintor i donen títol a unes obres en les quals dominen “l'ocre de la terra o bé el blau profund i intens del mar” o també “potents bicromies roig-negre, roig-blau”. La superfície de la tela està “fortament texturada, mitjançant els seus típics drippings i esquitxos, juntament amb fragments de cartró ondulat o arpillera plenament integrats en un conjunt compositiu que sembla assumir, a més de la seva pròpia trajectòria, la tradició de l'art povera”.
A través d'una reflexió personal d’Argimon sobre el seu propi procés creatiu, els treballs de l'última època del pintor condensen i sintetitzen les diferents etapes de la seva trajectòria alhora que entronquen clarament amb els inicis del seu quefer artístic.

## Exposicions rellevants
Va exposar a Catalunya, Eivissa i Madrid i a nivell internacional, mostrant la seva obra a llocs com Lausana, Miami, Cleveland, Seattle i Mèxic.